# 中原彰吾
中原 彰吾（なかはら しょうご、1994年5月19日 - ）は、北海道札幌市出身の元プロサッカー選手。現役時代のポジションはミッドフィールダー。

## 来歴

### プロ入り前
コンサドーレ札幌の育成組織であるジュニアサッカースクール出身の選手。札幌U-15時代の2009年には高円宮杯U-15選手権大会で準優勝に貢献している。札幌U-18に昇格すると早くから主力として活躍するようになり、2011年にはプレミアリーグイーストで優勝に貢献。2012年のJユースカップではガンバ大阪ユースとの決勝戦で同大会決勝戦史上初となるハットトリックを決めるなど、札幌U-18の優勝の大きな原動力となった。

### コンサドーレ札幌
2012年11月18日、永坂勇人、堀米悠斗、神田夢実、阿波加俊太、深井一希と共に2013年以降のトップチームへの昇格が発表された。2013年4月17日、J2第9節鳥取戦で初めて控えメンバーに登録され、後半32分に砂川誠と途中交代で公式戦初出場を果たした。7月4日、札幌が6月にクラブ間提携を結んだタイ・ディヴィジョン1リーグ （タイ2部）のコーンケンFCへ永坂勇人と共に期限付き移籍する事が発表され、8月11日タイ・ディヴィジョン1リーグ第21節サイアム・ネイビーFC戦で1ゴールを挙げた。11月に札幌に復帰。
2014シーズンは9月ごろよりレギュラーポジションを獲得し、J2リーグ16試合に出場。2015シーズンは初めて開幕戦に先発出場したが、その後は控えにまわった。2016年のJ2リーグ第36節愛媛FC戦で初得点を記録。

### レンタル時代
2017年1月6日、ガンバ大阪に期限付き移籍で加入することが発表された。G大阪ではJ3リーグに所属するU-23チームで主にプレーし、チーム事情からボランチのほかにセンターバックとしても起用された。8月20日、J3第19節のグルージャ盛岡戦でシーズン初得点を決めた。10月4日、ルヴァンカップ準決勝1stレグのセレッソ大阪戦に先発起用されトップチームデビューを果たす。10月14日のJ1第29節・アルビレックス新潟戦でJ1リーグに初出場し、10月22日に行われた第30節の浦和レッズ戦で初のJ1リーグ先発を飾った。
2018年はV・ファーレン長崎に期限付き移籍。4月14日、第8節のガンバ大阪戦では古巣相手に得点を決めて勝利に貢献した。

### 北海道コンサドーレ札幌復帰
期限付き移籍期間を満了し、2019年より3シーズンぶりに札幌に復帰。

### ベガルタ仙台
2019年7月25日、ベガルタ仙台への完全移籍が発表された。

### SC相模原
2022年1月16日、SC相模原へ完全移籍することが発表。同年11月7日、SC相模原は契約期間の満了と契約を更新しないことを発表した。
同年11月28日、カンセキスタジアムとちぎで行われたJリーグ合同トライアウトに出場した。

### 北海道十勝スカイアース
2023年3月5日に北海道十勝スカイアースへ移籍することが発表。
2024年1月14日、現役引退を発表。

## 人物
2013年度の早稲田大学人間科学部eスクール（通信教育課程）に合格し2015年中退。専攻科目は健康福祉科学科。コンサドーレ札幌所属の選手としては前年の奈良竜樹に次いで2例目となった。

## 所属クラブ
- ベアフット北海道（9歳迄）
- コンサドーレ札幌ジュニアサッカースクール
- コンサドーレ札幌ユース・U-12(札幌市立北野台小学校)
- コンサドーレ札幌ユース・U-15(札幌市立北野台中学校)
- コンサドーレ札幌U-18（札幌光星高等学校）
- 2013年 - 2019年7月  北海道コンサドーレ札幌
  - 2013年7月 - 同年11月  コーンケンFC（期限付き移籍）
  - 2014年 - 2015年  Jリーグ・アンダー22選抜
  - 2017年  ガンバ大阪（期限付き移籍）
  - 2018年  V・ファーレン長崎（期限付き移籍）
- 2019年7月 - 2021年  ベガルタ仙台
- 2022年  SC相模原
- 2023年 -   北海道十勝スカイアース

## 個人成績
| 国内大会個人成績 | 国内大会個人成績 | 国内大会個人成績 | 国内大会個人成績 | 国内大会個人成績 | 国内大会個人成績 | 国内大会個人成績 | 国内大会個人成績 | 国内大会個人成績 | 国内大会個人成績 | 国内大会個人成績 | 国内大会個人成績 |
| 年度             | クラブ           | 背番号           | リーグ           | リーグ戦         | リーグ戦         | リーグ杯         | リーグ杯         | オープン杯       | オープン杯       | 期間通算         | 期間通算         |
| 年度             | クラブ           | 背番号           | リーグ           | 出場             | 得点             | 出場             | 得点             | 出場             | 得点             | 出場             | 得点             |
| 日本             | 日本             | 日本             | 日本             | リーグ戦         | リーグ戦         | リーグ杯         | リーグ杯         | 天皇杯           | 天皇杯           | 期間通算         | 期間通算         |
| ---------------- | ---------------- | ---------------- | ---------------- | ---------------- | ---------------- | ---------------- | ---------------- | ---------------- | ---------------- | ---------------- | ---------------- |
| 2013             | 札幌             | 32               | J2               | 3                | 0                | -                | -                | -                | -                | 3                | 0                |
| タイ             | タイ             | タイ             | タイ             | リーグ戦         | リーグ戦         | リーグ杯         | リーグ杯         | FA杯             | FA杯             | 期間通算         | 期間通算         |
| 2013             | コンケーン       | 32               | Div 1            | 11               | 1                | -                | -                | -                | -                | 11               | 1                |
| 日本             | 日本             | 日本             | 日本             | リーグ戦         | リーグ戦         | リーグ杯         | リーグ杯         | 天皇杯           | 天皇杯           | 期間通算         | 期間通算         |
| 2014             | 札幌             | 32               | J2               | 16               | 0                | -                | -                | 2                | 0                | 18               | 0                |
| 2015             | 札幌             | 32               | J2               | 11               | 0                | -                | -                | 2                | 0                | 13               | 0                |
| 2016             | 札幌             | 32               | J2               | 4                | 1                | -                | -                | 1                | 1                | 5                | 2                |
| 2017             | G大阪            | 23               | J1               | 3                | 0                | 2                | 0                | 0                | 0                | 5                | 0                |
| 2018             | 長崎             | 17               | J1               | 15               | 2                | 3                | 0                | 1                | 0                | 19               | 2                |
| 2019             | 札幌             | 6                | J1               | 0                | 0                | 4                | 0                | 1                | 0                | 5                | 0                |
| 2019             | 仙台             | 37               | J1               | 1                | 0                | -                | -                | -                | -                | 1                | 0                |
| 2020             | 仙台             | 37               | J1               | 13               | 0                | 1                | 0                | -                | -                | 14               | 0                |
| 2021             | 仙台             | 18               | J1               | 19               | 1                | 6                | 0                | 1                | 0                | 26               | 1                |
| 2022             | 相模原           | 30               | J3               | 30               | 1                | -                | -                | -                | -                | 30               | 1                |
| 2023             | 十勝             | 7                | 北海道           | 13               | 6                | -                | -                | -                | -                | 13               | 6                |
| 2024             | 十勝             | 7                | 北海道           | 14               | 8                | -                | -                | 1                | 0                | 15               | 8                |
| 通算             | 日本             | 日本             | J1               | 51               | 3                | 16               | 0                | 3                | 0                | 70               | 3                |
| 通算             | 日本             | 日本             | J2               | 34               | 1                | -                | -                | 5                | 1                | 39               | 2                |
| 通算             | 日本             | 日本             | J3               | 30               | 1                | -                | -                | -                | -                | 30               | 1                |
| 通算             | 日本             | 日本             | 北海道           | 27               | 14               | -                | -                | 1                | 0                | 28               | 14               |
| 通算             | タイ             | タイ             | Div1             | 11               | 1                | -                | -                | -                | -                | 11               | 1                |
| 総通算           | 総通算           | 総通算           | 総通算           | 153              | 20               | 16               | 0                | 9                | 1                | 178              | 21               |

その他の公式戦
| 2014   | J-22   | -      | J3     | 7  | 1 | 7  | 1 |
| 2015   | J-22   | -      | J3     | 2  | 0 | 2  | 0 |
| 2017   | G大23  | 23     | J3     | 18 | 1 | 18 | 1 |
| 通算   | 日本   | 日本   | J3     | 27 | 1 | 27 | 1 |
| 総通算 | 総通算 | 総通算 | 総通算 | 27 | 2 | 27 | 2 |

- 2021年
  - 神奈川県サッカー選手権大会 2試合1得点

| 国際大会個人成績 | 国際大会個人成績 | 国際大会個人成績 | 国際大会個人成績 | 国際大会個人成績 |
| 年度             | クラブ           | 背番号           | 出場             | 得点             |
| AFC              | AFC              | AFC              | ACL              | ACL              |
| ---------------- | ---------------- | ---------------- | ---------------- | ---------------- |
| 2017             | G大阪            | 23               | 0                | 0                |
| 通算             | AFC              | AFC              | 0                | 0                |

- Jリーグ初出場 - 2013年4月17日 J2第9節 vsガイナーレ鳥取（とりぎんバードスタジアム）
- タイリーグ初出場 - 2013年7月21日 ヤマハ・リーグ1第19節 vsサラブリーFC（コーンケン・スタジアム）
- タイリーグ初得点 - 2013年8月21日 ヤマハ・リーグ1第24節 vsシンタールアFC（PATスタジアム）
- Jリーグ初得点 - 2014年4月13日 J3第6節 vs福島ユナイテッドFC（とうほう・みんなのスタジアム）

## タイトル

### クラブ
コンサドーレ札幌U-18
- Jリーグユース選手権大会：1回（2012年）

北海道コンサドーレ札幌
- J2リーグ：1回（2016年）